# Hittin' the Note
| Recensione                        | Giudizio     |
| --------------------------------- | ------------ |
| AllMusic                          | [ 1 ]        |
| The New Rolling Stone Album Guide | [ 2 ]        |
| Sputnikmusic                      | 4.5 (Superb) |
| Ondarock                          | [ 4 ]        |
| 24.000 dischi                     | [ 5 ]        |
| The Music Box                     | [ 6 ]        |

Hittin' The Note è l'ultimo album discografico in studio della The Allman Brothers Band, pubblicato dall'etichetta discografica Sanctuary Records (e dalla Peach Records) nel marzo del 2003.

## Tracce
1. Firing Line – 5:18 (Gregg Allman, Warren Haynes)
2. High Cost of Low Living – 7:52 (Gregg Allman, Warren Haynes, Jeff Anders, Ronnie Burgin)
3. Desdemona – 9:21 (Gregg Allman, Warren Haynes)
4. Woman Across the River – 5:52 (Betty Crutcher, Allen Jones)
5. Old Before My Time – 5:24 (Gregg Allman, Warren Haynes)
6. Who to Believe – 5:39 (Warren Haynes, John Jaworowicz)
7. Maydell – 4:35 (Warren Haynes Johnny Neel)
8. Rockin' Horse – 7:24 (Gregg Allman, Warren Haynes, Allen Woody, Jack Pearson)
9. Heart of Stone – 5:07 (Mick Jagger, Keith Richards)
10. Instrumental Illness – 12:17 (Warren Haynes, Oteil Burbridge)
11. Old Friend – 6:13 (Warren Haynes, Chris Anderson)

## Formazione
- Gregg Allman - organo Hammond B-3, piano, clavinet, voce solista
- Warren Haynes - chitarra solista, chitarra slide, chitarra acustica, chitarra acustica slide (canale sinistro), voce solista, accompagnamento vocale
- Derek Trucks - chitarra solista, chitarra slide, chitarra acustica slide (canale destro)
- Oteil Burbridge - basso
- Butch Trucks - batteria
- Jaimoe (Jai Johanny Johanson) - batteria
- Marc Quiñones - congas, percussioni

Note aggiuntive
- Michael Barbiero e Warren Haynes - produttori e ingegneri del mixaggio
- Registrazioni effettuate al Water Music di Hoboken (New Jersey)
- Michael Barbiero - ingegnere delle registrazioni
- Reuben Kaller - assistente ingegnere delle registrazioni
- Mixato al Soundtrack di New York
- Mike Scielzi - assistente ingegneri del mixaggio
- Eccetto il brano Old Friend mixato al Water Music
- Masterizzazioni di Grieg Calbi effattuato al Sterling Sound di New York City (New York)
- Hugh Syme - grafica e illustrazione album
- Linda Yue - design album
- Danny Clinch - fotografie (group portrait)
- Dimo Safari - fotografie (crowd & pachyderms)
- Kirk West - fotografie aggiunte
- Quest'album è dedicato al nostro nonno Tom Dowd[8]